# Katolická univerzita Nejsvětějšího Srdce
Katolická univerzita Nejsvětějšího Srdce nebo přesněji Katolická univerzita Nejsvětějšího Srdce Ježíšova (italsky Università Cattolica del Sacro Cuore, doslovně Katolická univerzita Svatého Srdce) sídlí v italském městě Milán. Je největší soukromou univerzitou v Evropě a největší katolickou univerzitou na světě. Její fakultní nemocnicí je Poliklinika Gemelli.